# 皇城街道 (沈阳市)
皇城街道，是中华人民共和国辽宁省沈阳市沈河区下辖的一个乡镇级行政单位，为东顺城街、南顺城路、西顺城街、北顺城路合围区域，范围和原盛京城大致相同。

## 行政区划
皇城街道下辖以下地区：
平顺社区、翠生社区、帅府社区、西华社区和正义社区。